# Trichosteleum pseudomammosum
Trichosteleum pseudomammosum är en bladmossart som beskrevs av Fleischer 1923. Trichosteleum pseudomammosum ingår i släktet Trichosteleum och familjen Sematophyllaceae. Inga underarter finns listade i Catalogue of Life.